# 正法寺 (世田谷区)
正法寺（しょうぼうじ）は、東京都世田谷区にある浄土真宗本願寺派の寺院。

## 概要
1616年（元和2年）、玄覚法師によって開山された。元々は山城国伏見（現・京都府京都市伏見区）に位置していたが、翌年に同宗派の西本願寺が浜町御坊（後の築地本願寺）を創建した際に、浜町御坊の寺中に入った。その後昭和初期までは、築地本願寺とともに歴史を歩んだ。
1923年（大正12年）の関東大震災で焼失し、1929年（昭和4年）に築地から現在地に移転した。
移転後の1958年（昭和33年）に本堂が建立された。その後老朽化が進み、2012年（平成24年）に新本堂が新築された。旧本堂もインド風建築であり、新本堂でも更に本格的なインド風建築で建てられている。

## 交通アクセス
- 京王線明大前駅または京王井の頭線東松原駅より徒歩7分。